# Söderköping
Söderköping ist eine Stadt in der schwedischen Provinz Östergötlands län und der historischen Provinz Östergötland. Die Stadt am Göta-Kanal liegt etwa 15 Kilometer südöstlich von Norrköping an der Europastraße 22 und ist Hauptort der gleichnamigen Gemeinde.

## Geschichte

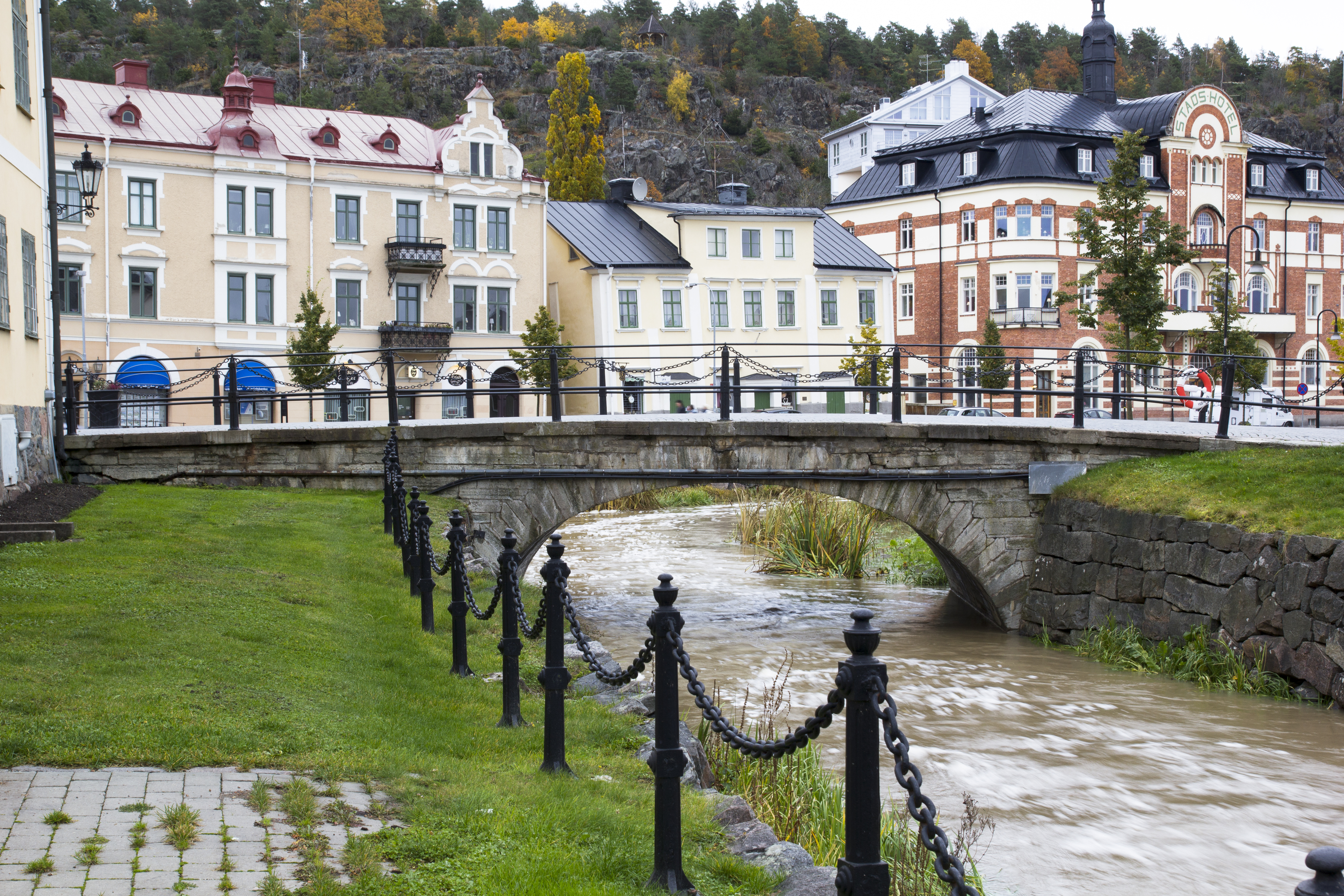
Blick auf die Storgatan-Brücke, im Hintergrund der Ramunderberg

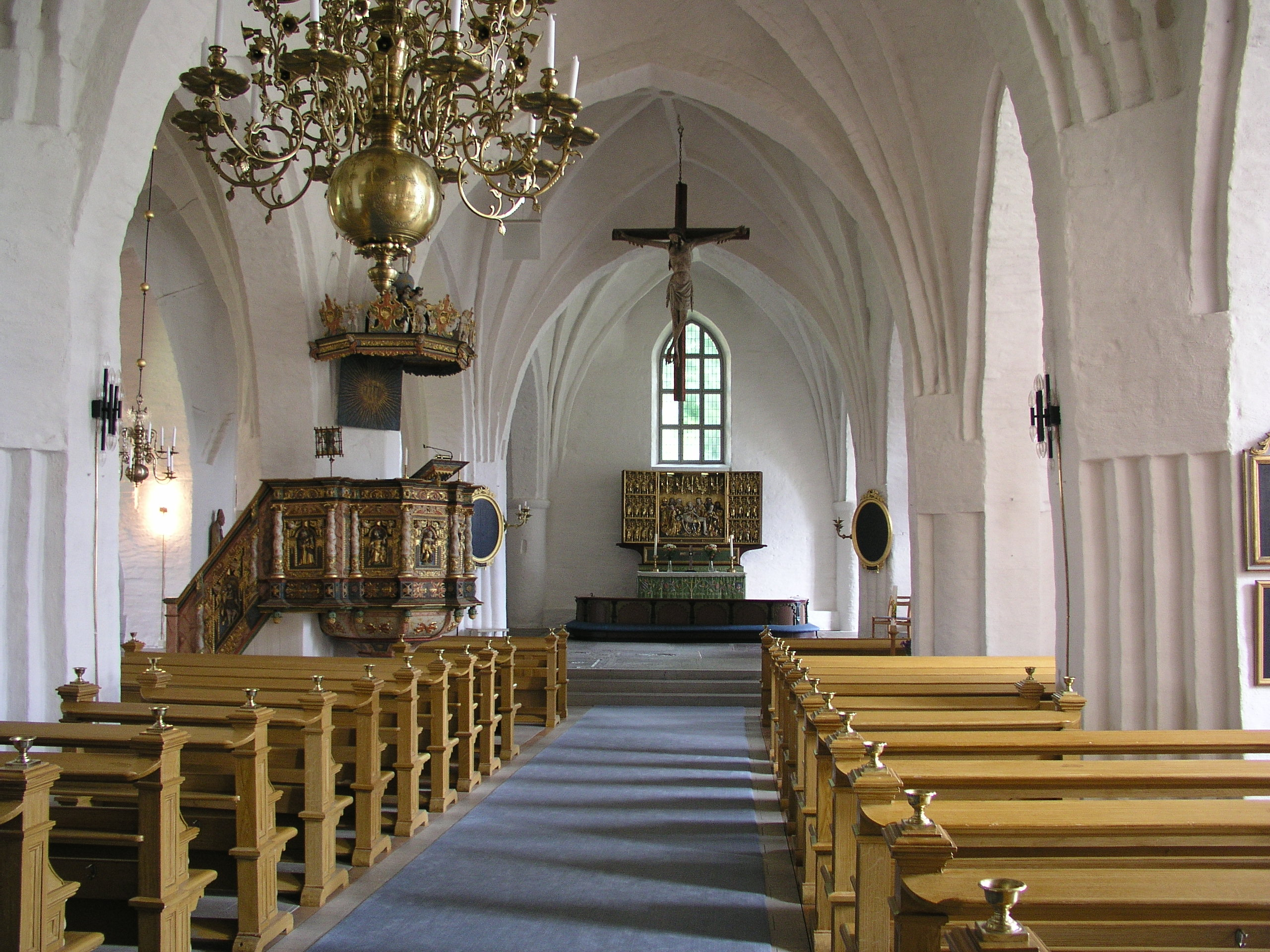
St.-Laurentius-Kirche

Söderköping ist eine mittelalterliche schwedische Stadt, die im 13. Jahrhundert zum ersten Mal in schriftlichen Quellen genannt wurde. Archäologische Funde weisen jedoch auf eine ältere Besiedelung hin. Söderköping war vom 13. Jahrhundert bis Ende des 16. Jahrhunderts einer der führenden schwedischen Häfen für den nationalen und internationalen Handel mit bedeutenden Kontakten zur Hanse und ein Machtzentrum in Schweden. 1302 wurde König Birger Magnusson in Söderköping gekrönt und Johan III. ließ in der Stadt ein Haus für sich errichten. Doch führte die skandinavische Landhebung dazu, dass der Hafen ab Ende des 16. Jahrhunderts für größere Schiffe nicht länger schiffbar war. Söderköping verlor an Bedeutung, und im 18. Jahrhundert wohnten nur etwa 700 Menschen in der Stadt. Zu Beginn des 19. Jahrhunderts wurde Söderköping zum Kurort. Die industrielle Entwicklung des 19. Jahrhunderts ging weitgehend an Söderköping vorbei.

## Stadtbild

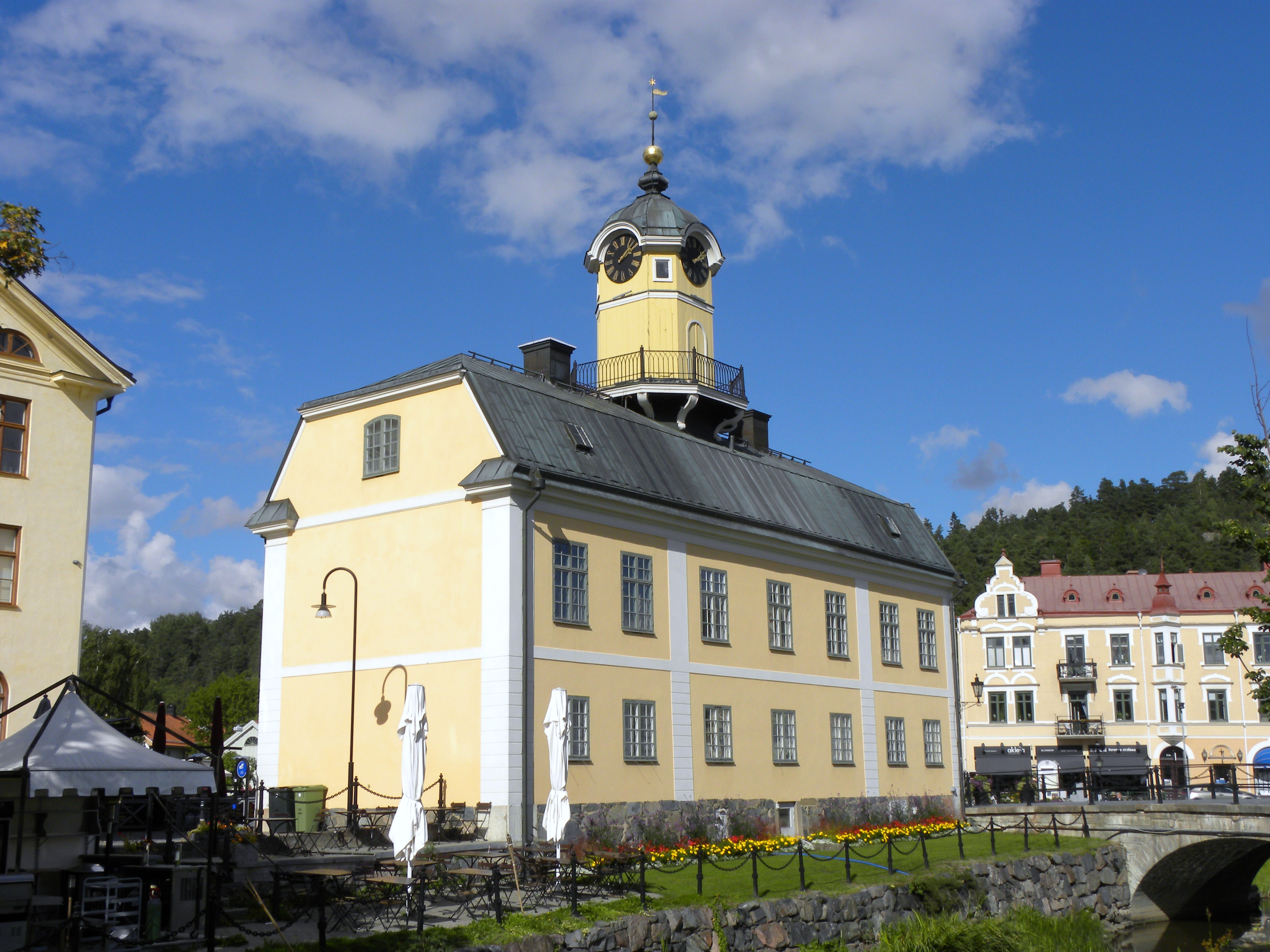
Rathaus von Söderköping

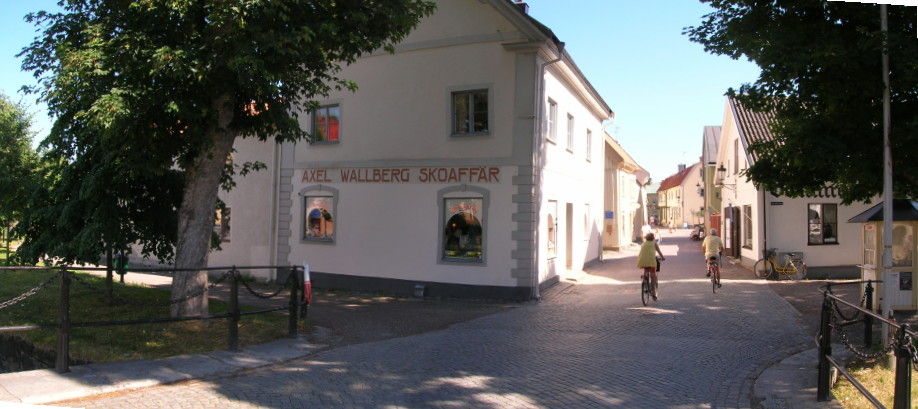
Das Stadtzentrum mit Häusern aus dem 18. und 19. Jahrhundert

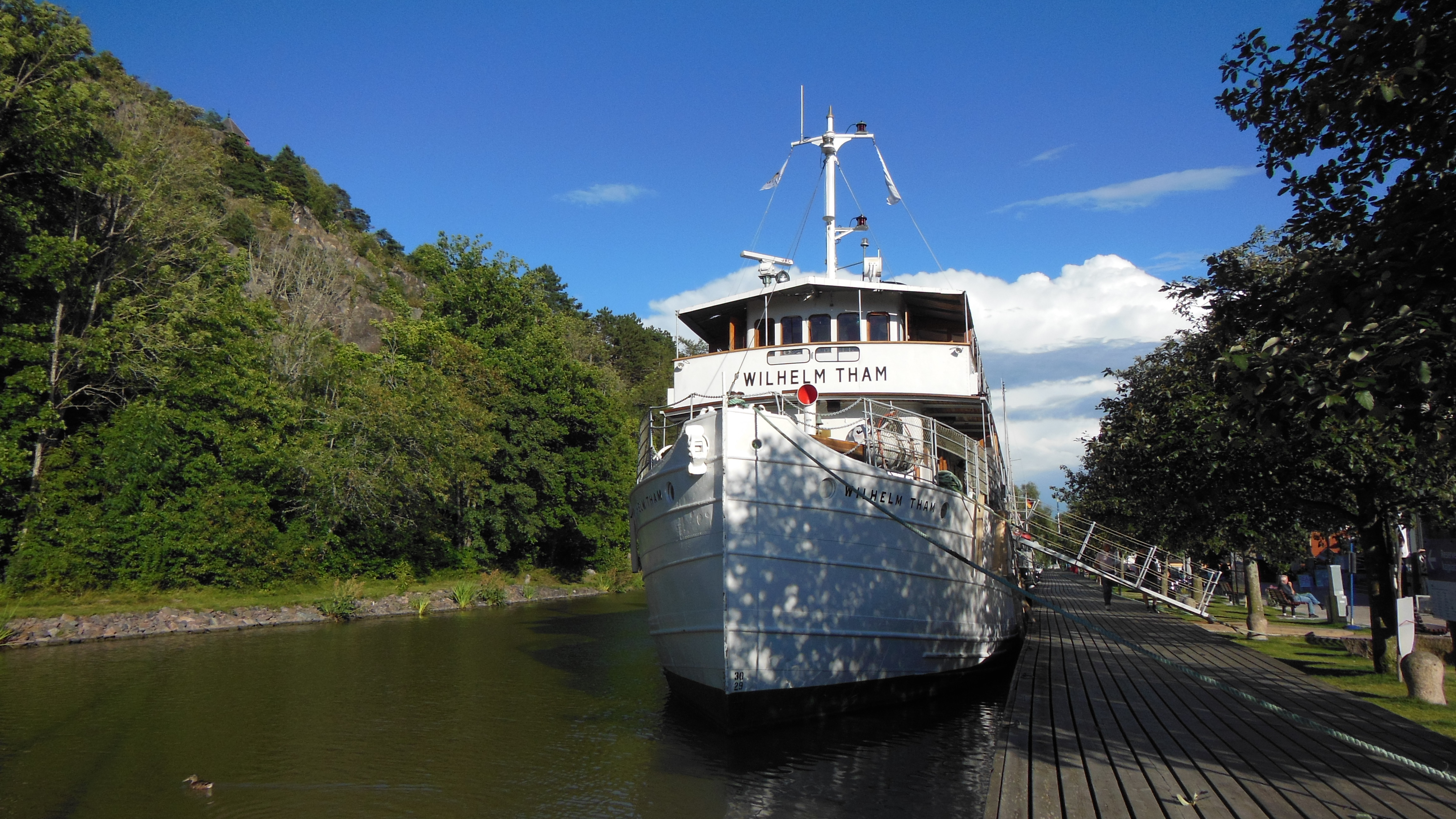
Zum Übernachten macht die Wilhelm Tham (Bj. 1912) in Söderköping fest. Es ist das zweitälteste von drei Schiffen der Götekanalflotte

Söderköping gehört zu den am besten bewahrten mittelalterlichen Städten Schwedens. Abgesehen von den mittelalterlichen Gebäuden wie der St.-Laurentius-Kirche oder dem Haus Johans III. dominieren Holzhäuser aus dem 18. und 19. Jahrhundert das Bild der Innenstadt. Südöstlich des Zentrums liegt die Kuranlage vom Beginn des 19. Jahrhunderts, als Söderköping als Kurort bekannt wurde. Der Göta-Kanal verläuft am Nordrand der Stadt am Fuße des Ramunderberges.

## Wirtschaft
Söderköping hat nur wenig Industrie und hier vor allem Kleinbetriebe. Die Stadt ist hauptsächlich ein Dienstleistungszentrum für die Region, aber auch der Fremdenverkehr spielt eine wichtige Rolle. Nicht nur der mittelalterliche Stadtkern, auch der Göta-Kanal und die küstennahe Lage mit den zahlreichen vorgelagerten Schären tragen dazu bei.